# Diluizione isotopica
In chimica la diluizione isotopica è un metodo di calibrazione basato sulla misura del cambio di rapporto isotopico di un analita presente nel campione, dopo l'aggiunta di una quantità nota dell'analita stesso arricchito in un determinato isotopo.
Questo metodo può essere applicato a tutti gli elementi che abbiano almeno due isotopi stabili e spesso a elementi che hanno radioisotopi dalla lunga vita.

## Formula
Si può calcolare la concentrazione dell'analita tramite la formula:
{\displaystyle {\frac {\left[M_{a}K(A_{a}-B_{a}R)\right]}{\left[P(BR-A)\right]}}}
dove:
- Ma: massa dell'aggiunta
- K: rapporto tra il peso atomico naturale e il peso atomico dell'aggiunta
- Aa: abbondanza dell'isotopo di riferimento nell'aggiunta
- A: abbondanza naturale dell'isotopo di riferimento
- Ba: abbondanza dell'isotopo arricchito nell'aggiunta
- B: abbondanza naturale dell'isotopo arricchito
- R: misura del rapporto di riferimento isotopo/isotopo arricchito
- P: peso del campione

## Radiochimica
In radiochimica il metodo è leggermente diverso anche se basato sullo stesso principio.
Alla sostanza in esame di peso X si aggiunge una quantità A della medesima sostanza però radioattiva, il miscuglio avrà quindi una radioattività RX+A. Se P è la quantità di sostanza ottenuta a seguito di aggiunta di poco reattivo precipitante, alla quale è associata la (radio)attività RP, essendo le attività misurate funzione dell'aggiunta iniziale, è verificata l'eguaglianza 
{\displaystyle K={\frac {\left(X+A\right)}{P}}={\frac {R_{X+A}}{R_{P}}}}
dalla quale si ricava X. Questa metodica è utilizzata in presenza di matrice con proprietà chimiche simili all'analita.